# 2e Legerkorps (Wehrmacht)
Het 2e Legerkorps (Duits: Generalkommando II. Armeekorps) was een Duits legerkorps van de Wehrmacht tijdens de Tweede Wereldoorlog. In het begin van de oorlog vocht het korps aan het westelijke front, maar nadien werd het naar het oostfront verplaatst. Op het einde van de oorlog capituleerde het korps in Koerland.

## Krijgsgeschiedenis
Het 2e Legerkorps werd gevormd in oktober 1934 uit de 2e Divisie van de Reichswehr in Stettin (Wehrkreis II). Het korps nam deel aan de bezetting van Sudetenland.

### Poolse campagane
Tijdens de Poolse Veldtocht vormde het 2e Korps de linkervleugel van het 4e Leger. Beide divisies van het korps braken op de eerste dag door de Poolse grensverdediging en staken bij Chelmo de Weichsel over. Op 4 september bereikten ze Oost-Pruisen waardoor de Poolse Corridor was afgesneden van de rest van het land. Het korps zwenkte vervolgens naar het zuiden. Het korps rukte langs de Weichsel op in de richting van Warschau. Op 15 september 1939 bereikte de voorhoede Praga en begon de belegering van de Poolse hoofdstad.

### Aanval op de Lage Landen
Voor Fall Gelb, de aanval op België, werd het 2e Korps versterkt met de 7e Pantserdivisie. Het korps vormde de rechtervleugel van het 4e Leger. Op 10 mei 1940 rukten de beide infanteriedivisies op in het spoor van de 7e Pantserdivisie. Het korps stak op 13 mei de Maas over en het was betrokken in gevechten rond Lille en Cambrai. Na de slag van Duinkerken werd het korps toegevoegd aan het 6e Leger. Tijdens de Slag om Frankrijk brak het korps door de Weygand-linie, stak de Somme over en rukte op in de richting van de Loire. Na de capitulatie van Frankrijk werd het 2e Korps naar Calais verplaatst, waar het begon te trainen voor de invasie van Groot-Brittannië. 

### Aanval op de Sovjet-Unie
Bij het begin van Operatie Barbarossa, de inval in de Sovjet-Unie, vormde het 2de korps samen met het 10e Legerkorps en het 28e Legerkorps het 16e Leger. Het 16e Leger moest de rechterflank van het 18e Leger tijdens de opmars naar Leningrad beschermen en het contact met Heeresgruppe Mitte behouden. Het 2e Korps vormde de rechterflank van het leger. Op 22 juni 1941 staken de drie infanteriedivisies van het 2e Korps de grens over, braken door de verdediging en rukten op naar het noordoosten. Op 25 juni 1941 bereikten ze Kaunas en op 8 juli staken ze ten oosten van Dünaburg de Westelijke Dvina over. Het korps zwenkte naar het oosten. Terwijl zijn linkerbuur, het 10e Legerkorps, in een hevige strijd rond Staraja Russa was verwikkeld, bereikte het 2de korps op 2 augustus de Lovat bij Cholm. Daarna vertraagde de opmars. Het Duitse opperbevel gaf prioriteit aan de aanval op Leningrad en daarna aan de aanval op Moskou.
Het 16de leger verdedigde het gebied tussen het Ilmenmeer en het Seligermeer, waarbij het 2e Korps de zuidelijke flank rond het Seligermeer beschermde. Op 8 januari 1942 zette het Noordwestelijke Front twee aanvallen in. De noordelijke aanval richtte zich op Staraja Russa. Dit belangrijke verkeersknooppunt, dat ten zuiden van het Ilmenmeer lag, werd verdedigd door het 10e Legerkorps. De zuidelijke aanval (Toropets-Cholmoffensief) richtte zich op de 123e Infanteriedivisie. Deze divisie van het 2e Korps vormde de verbinding met Heeresgruppe Mitte. De Duitsers wisten Staraja Russa te behouden, maar ze hadden geen reserves meer om de zuidelijke aanval af te stoppen. Het 3de stoottroepenleger en het 4e Stoottroepenleger liepen de stellingen van twee regimenten onder de voet en ze drongen tot diep in de achterhoede van het 2e Korps door. Op 21 januari 1942 veroverden de Sovjets de opslagplaatsen bij Toropets en op 22 januari 1942 omsingelden ze Cholm, dat werd verdedigd door de 261e Divisie. Toen Stavka merkte dat de aanval bij Staraja Russa was vastgelopen, lieten ze het 11e Leger en het 34ste leger naar het zuiden zwenken. Generaal von Brockdorff-Ahlefeldt vroeg toestemming om zich achter de Lovat terug te trekken, maar Adolf Hitler beval het leger stand te houden waar het zich bevond. Op 8 februari 1942 sneden de Sovjets de laatste verbindingslijn van het 2de korps af en op 15 februari ontmoette het 2de gardekorps de voorhoede van het 3e Stoottroepenleger ten noordoosten van Cholm.

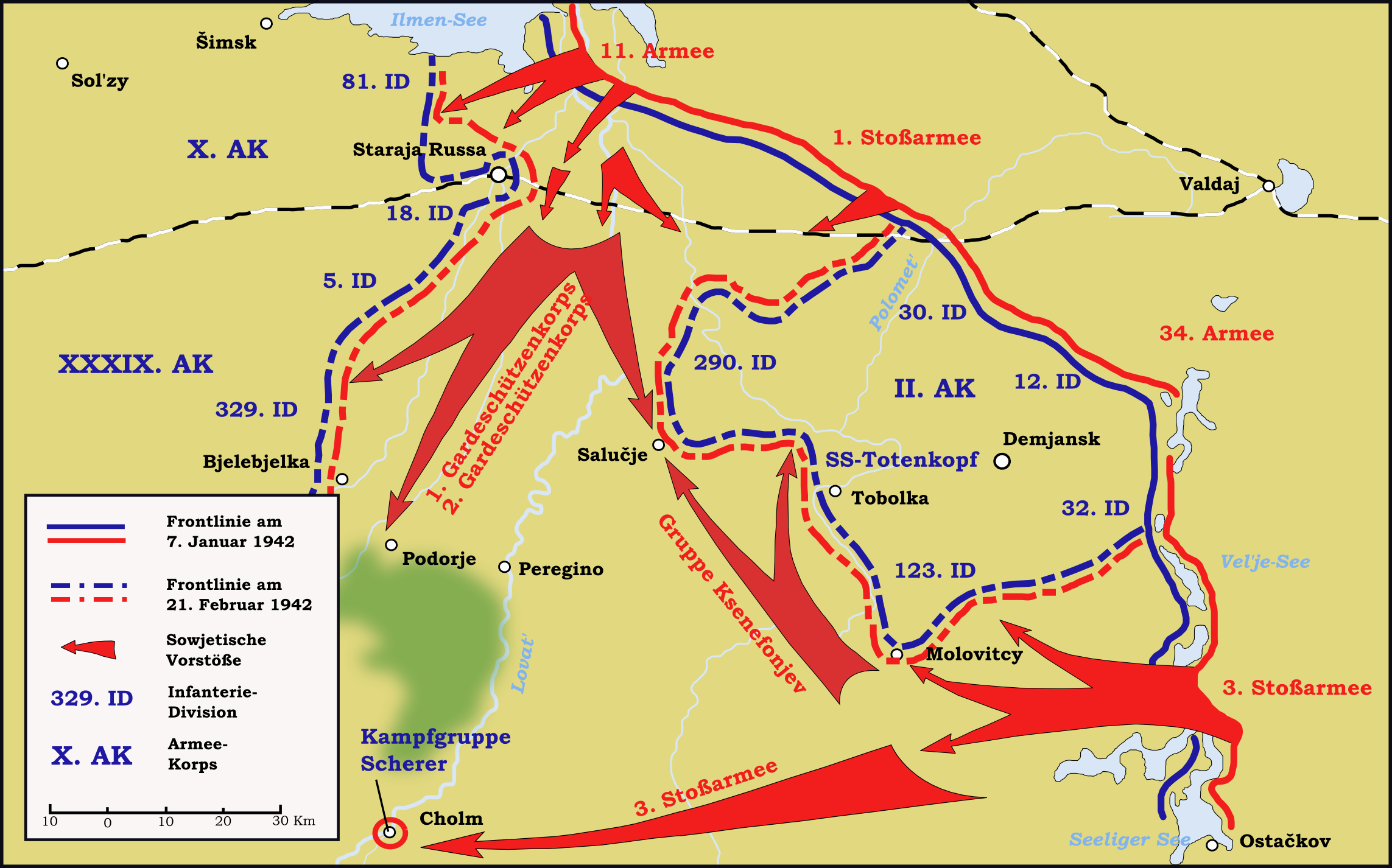
De omsingeling bij Demjansk

In de pocket rond Demjansk bevonden zich het volledige 2e Korps, delen van het 10e Legerkorps en achterwaartse diensten van het 16e Leger. Op 22 februari 1942 plaatste het Duitse opperbevel alle omsingelde eenheden onder bevel van het 2e Korps. Het korps bestond uit 218e Infanteriedivisie, 123e Infanteriedivisie, 12e Infanteriedivisie, 32e Infanteriedivisie, 30e Infanteriedivisie, 290e Infanteriedivisie en 3e SS-divisie Totenkopf. In totaal waren 100.000 soldaten omsingeld.
Op 20 april 1942 slaagde het 16de leger om een corridor naar de omsingelde troepen te openen. De corridor was maar enkele kilometers breed en lag voortdurend onder artillerievuur. Ondanks verschillende aanvallen van het Noordwestelijk Front hielden de eenheden van het 2de korps stand. De eenheden werden bevoorraad door de lucht. In maart 1943 ontruimde het 2de korps de Demjansk-saillant.
Na de ontruiming werden de vrijgekomen divisies naar het front bij Leningrad gestuurd en het 2de korps kreeg een rustige sector van het front ten zuiden van Cholm toegewezen. Tot februari 1944 veranderde de frontlijn nauwelijks. Door het Leningrad-Novogrod-offensief en de doorbraak bij Nevel waren de flanken van het 16e Leger niet langer gedekt en op 17 februari 1944 gaf veldmaarschalk Model, bevelhebber van Heeresgruppe Nord, bevel tot de terugtocht. Achtervolgd door het 22e Leger van het Kalininfront trok het 2e Korps zich terug naar de Panterpositie. In maart 1944 stabiliseerde het front zich en het 2e Korps groef zich in rond Novorzjev, waarbij het korps de belangrijke verkeersknooppunten Opotscha en Ostrov beschermde.
Op 22 juni 1944 lanceerde het Rode Leger Operatie Bagration. Dit offensief leidde tot de vernietiging van Heeresgruppe Mitte, waardoor de gehele zuidelijke flank van het 16de leger onbeschermd was. Het 1e Baltische Front breidde het offensief uit in de richting van Polotsk. Op 24 juni was de bres in de Duitse linie al 60 kilometer breed en bevonden de Sovjetlegers zich reeds 20 kilometer diep in de achterhoede van het 16e Leger. Generaal Laux kreeg de opdracht om zijn divisies over te dragen en een nieuwe verdedigingslinie te vormden aan de Westelijke Dvina ten oosten van Daugavpils. Het korps beschikte enkel over het 3de Letse politieregiment en een Kampfgruppe bestaande uit enkele garnizoensbataljons. Enkele dagen later zouden ook de 132e Infanteriedivisie, afkomstig van het 50e Legerkorps, en de 290ste infanteriedivisie, afkomstig van het 1e Legerkorps, arriveren om de linie te versterken.
Het 6de gardeleger van het 1e Baltische Front veroverde op 2 juli 1944 Polotsk en begon met de opmars naar Daugavpils. Op 2 juli 1944 gaf de pas benoemde bevelhebber van Heeresgruppe Nord, generaal Johannes Frießner, bevel om het 6e Gardeleger in de flank aan te vallen. De drie divisies, die de tegenaanval moesten uitvoeren, werden onder bevel van het 2de korps geplaatst. Aanvankelijk werden de Sovjets verrast, maar de volgende dag werden de aanvallers naar hun beginpositie teruggedreven.
Aan de Duitse kant heerste een complete chaos. Op de dag van de aanval werd de korpscommandant benoemd tot nieuwe bevelhebber van het 16e Leger en de nieuwe korpscommandant, generaal Hasse, bereikte zijn nieuwe hoofdkwartier pas op 15 juli. Het korps moest zich hergroeperen en kreeg opdracht om een verdedigingslinie ten westen van Daugavpils te vormen. Het korps beschikte over de 389e Infanteriedivisie en Kampfgruppen van de 24e Infanteriedivisie, 87e Infanteriedivisie en de 205e Infanteriedivisie, maar het Duitse opperbevel veranderde van idee en het 2e Korps werd verplaatst naar Armee-Abteilung Narwa.  
Het korps kreeg de verantwoordelijkheid voor het front tussen het Peipusmeer en Tartu, maar in dat gebied bevonden zich slechts een handvol Duitse eenheden. Generaal Hasse kreeg de beschikking over de restanten van de 20e Waffen-SS-divisie, het 11e SS-verkenningsbataljon, 4e SS-Stormbrigade, de Panzerbrigade 101 en een Kampfgruppe van de 87e Infanteriedivisie. De totale gevechtssterkte bedroeg 4.600 soldaten, nauwelijks meer dan een versterkte regiment. Met dit samenraapsel moest het 2e Korps de zuidelijke flank van Armee-Abteilung Narwa beschermen. Op 10 augustus zetten de Sovjets het Tartu-offensief in. De Duitse linie week terug, maar brak niet. Op 22 september werd Tallinn bezet door de Sovjets, maar reeds enkele dagen eerder was het korps naar Riga geëvacueerd.
Op 9 oktober 1944 bereikte het 1e Baltische Front de Oostzee, waardoor Heeresgruppe Nord was afgesneden in Koerland. Na de ontruiming van Riga trok het 2de korps zich als deel van het 18e Leger terug in Koerland. Het korps, bestaande uit 263ste infanteriedivisie, de 563ste volksgrenadierdivisie en een Kampfgruppe van de 290e Infanteriedivisie, vormde de linkervleugel van het 18e Leger. Het korps verdedigde het gebied tussen Moscheiken en Vainode. De Duitse eenheden hadden zich ingegraven achter een linie van loopgraven, mijnenvelden en prikkeldraad. Tijdens de derde slag om Koerland probeerde het 2e Baltische Front een doorbraak te forceren, maar het korps hield stand. Ook tijdens de volgende gevechten moest het korps nauwelijks terrein prijsgeven.
Op 8 mei 1945 capituleerde het 2e Legerkorps zuidwestelijk van Skrunda in Koerland.

## Bovenliggende bevelslagen
| Leger                 | Legergroep           | Plaats/regio                                               | Begin             | Eind              |
| --------------------- | -------------------- | ---------------------------------------------------------- | ----------------- | ----------------- |
| 4. Armee              | Heeresgruppe Nord    | West-Pruisen, Polen                                        | 26 augustus 1939  | 13 september 1939 |
| 3. Armee              | Heeresgruppe Nord    | West-Pruisen, Polen                                        | 13 september 1939 | 28 september 1939 |
| 4. Armee              | Heeresgruppe B       | Eifel                                                      | 28 september 1939 | 8 maart 1940      |
| 4. Armee              | Heeresgruppe A       | Eifel, Ardennen, Lille                                     | 8 maart 1940      | 1 juni 1940       |
| 4. Armee              | Heeresgruppe B       | Somme, Loire                                               | 1 juni 1940       | 26 juni 1940      |
| 6. Armee              | Heeresgruppe B       | Kanaalkust                                                 | 27 juni 1940      | 11 september 1940 |
| 6. Armee              | Heeresgruppe C       | Kanaalkust                                                 | 11 september 1940 | 26 oktober 1940   |
| 6. Armee              | Heeresgruppe D       | Kanaalkust                                                 | 26 oktober 1940   | maart 1941        |
| 18. Armee             | Heeresgruppe B       | Oost-Pruisen                                               | maart 1941        | 22 april 1941     |
| 16. Armee             | Heeresgruppe C       | Oost-Pruisen                                               | 22 april 1941     | 21 juni 1941      |
| 16. Armee             | Heeresgruppe Nord    | Dvina, Imenmeer, Waldajhoogte, Demjansk, Cholm, Daugavpils | 22 juni 1941      | 14 augustus 1944  |
| 18. Armee             | Heeresgruppe Nord    | Narva                                                      | 15 augustus 1944  | 26 augustus 1944  |
| Armee-Abteilung Narwa | Heeresgruppe Nord    | Narva                                                      | 26 augustus 1944  | 25 september 1944 |
| 18. Armee             | Heeresgruppe Nord    | Narva                                                      | 26 september 1944 | 7 oktober 1944    |
| 16. Armee             | Heeresgruppe Nord    | Riga                                                       | 7 oktober 1944    | eind oktober 1944 |
| 18. Armee             | Heeresgruppe Nord    | Koerland                                                   | eind oktober 1944 | 25 januari 1945   |
| 18. Armee             | Heeresgruppe Kurland | Koerland                                                   | 25 januari 1945   | 8 mei 1945        |

## Commandanten
| Rang                    | Naam                                 | Begin            | Eind             |
| ----------------------- | ------------------------------------ | ---------------- | ---------------- |
| Generaal der Infanterie | Fedor von Bock                       | 1 oktober 1934   | 31 maart 1935    |
| Generaal der Infanterie | Johannes Blaskowitz                  | 1 april 1935     | 9 november 1938  |
| Generaal der Infanterie | Adolf Strauß                         | 10 november 1938 | 30 mei 1940      |
| Generaal der Infanterie | Carl-Heinrich von Stülpnagel         | 1 juni 1940      | 20 juni 1940     |
| Generaal der Infanterie | Walter Graf von Brockdorff-Ahlefeldt | 21 juni 1940     | 30 april 1942    |
| Luitenant-generaal      | Kurt von Tippelskirch                | 1 mei 1942       | 31 mei 1942      |
| Luitenant-generaal      | Otto von Knobelsdorff                | 1 juni 1942      | 30 juni 1942     |
| Generaal der Infanterie | Walter Graf von Brockdorff-Ahlefeldt | 1 juli 1942      | 27 november 1942 |
| Generaal der Infanterie | Paul Laux                            | 28 november 1942 | 31 maart 1944    |
| Generaal der Infanterie | Wilhelm Hasse                        | 1 april 1944     | 10 mei 1944      |
| Generaal der Infanterie | Paul Laux                            | 11 mei 1944      | 2 juli 1944      |
| Generaal der Infanterie | Wilhelm Hasse                        | 3 juli 1944      | 20 februari 1945 |
| Generaal der Infanterie | Johannes Mayer                       | 21 februari 1945 | 4 april 1945     |
| Luitenant-generaal      | Alfred Gause                         | 5 april 1945     | 8 mei 1945       |

Tijdens het ziekteverlof van generaal Walter Graf von Brockdorff-Ahlefeldt voerde de luitenant-generaals Kurt von Tippelskirch en Otto von Knobelsdorff tijdelijk het bevel over het korps.